# Royal Brunei Airlines
Royal Brunei Airlines – narodowe linie lotnicze Brunei z siedzibą w Bandar Seri Begawan. Ma połączenia z Azją, Europą i Oceanią. Głównym hubem jest port lotniczy Brunei. Linie zostały założone 18 listopada 1974 roku a pierwszy lot z lotniska Brunei do Singapuru odbył się 14 kwietnia rok później. Na wyposażeniu firmy znajdowały się wówczas dwa Boeingi 737. Trzeci samolot tego samego typu dostarczony został w 1980 roku. Kolejnymi samolotami, które zasiliły flotę linii w połowie lat 80. były trzy Boeingi 757.
Pod koniec maja 2018 roku przewoźnik odebrał pierwszego z siedmiu zamówionych Airbusów A320neo.
Agencja ratingowa Skytrax przyznała liniom cztery gwiazdki.

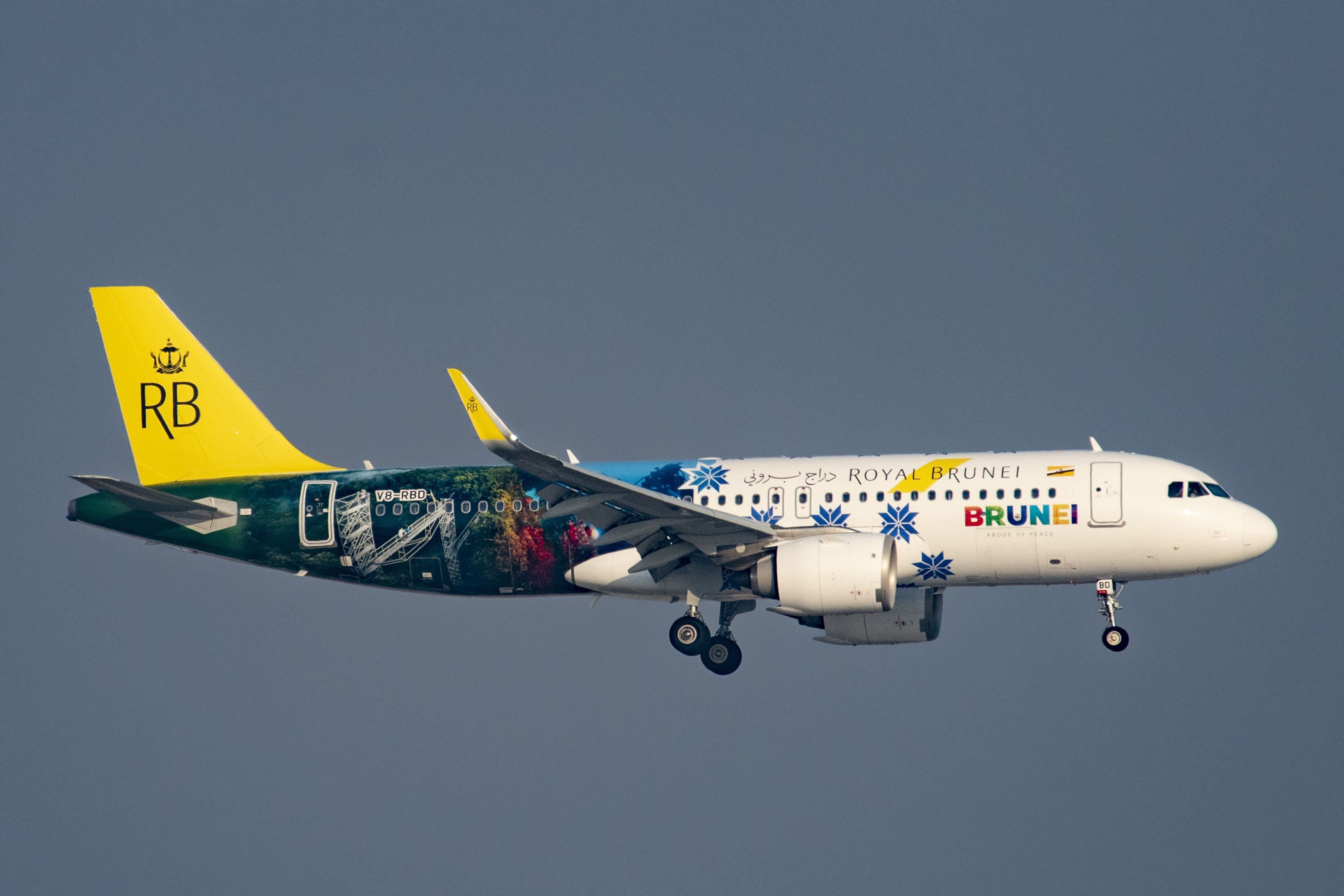
Airbus A320neo należący do linii w specjalnym malowaniu.

## Flota
Flota Royal Brunei Airlines składa się z 14 samolotów o średnim wieku 6,3 roku (stan na luty 2023 r.).
| Typ samolotu    | Liczba | Uwagi                                   |
| --------------- | ------ | --------------------------------------- |
| Airbus A320-200 | 2      |                                         |
| Airbus A320neo  | 7      | jeden przekonwertowany na samolot cargo |
| Boeing 787-8    | 5      |                                         |